# Gare de Shin-Kodaira
La gare de Shin-Kodaira (新小平駅, Shin-Kodaira-eki) est une gare ferroviaire de la ville de Kodaira, à Tokyo au Japon. Elle est exploitée par la compagnie JR East.

## Situation ferroviaire
La gare de Shin-Kodaira est située au point kilométrique (PK) 7,4 de la ligne Musashino.

## Histoire
La gare a été inaugurée le 1er avril 1973.

## Services aux voyageurs

### Accès et accueil
La gare dispose d'un bâtiment voyageurs, avec guichet, ouvert tous les jours.

### Desserte
- Ligne Musashino :
  - voie 1 : direction Nishi-Kokubunji et Fuchū-Hommachi
  - voie 2 : direction Minami-Urawa, Shin-Matsudo et Nishi-Funabashi

### Intermodalité
La gare d'Ōmekaidō de la compagnie Seibu est située à proximité immédiate de la gare.